# Nhà hát Hans Christian Andersen

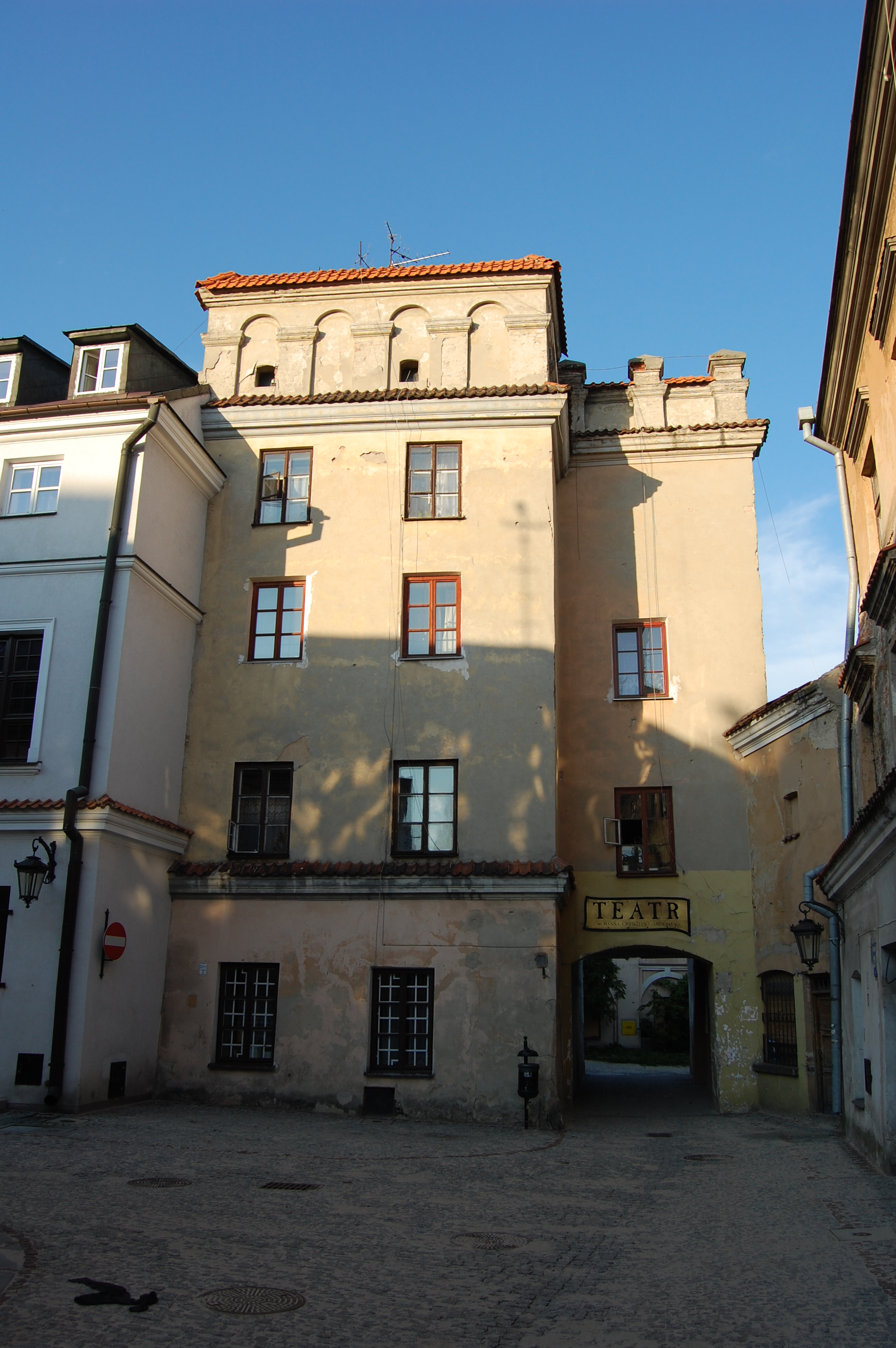
Cổng dẫn vào Nhà hát Hans Christian Andersen ở Lublin (2009)

Nhà hát Hans Christian Andersen ở Lublin (tiếng Ba Lan: Teatr Lalki i Aktora im. Hansa Christiana Andersena) là một trong những sân khấu múa rối lâu đời nhất ở Ba Lan, bắt đầu hoạt động từ năm 1954. Hiện nay, Nhà hát không chỉ nổi tiếng với các tiết mục múa rối hấp dẫn mà còn nổi tiếng với nhiều chương trình nghệ thuật và sự kiện văn hóa khác nhau dành cho mọi đối tượng khán giả.
Nhà hát có bề dày lịch sử, danh tiếng và được đông đảo khán giả quan tâm. Trong đó, Nhà hát tham gia nhiều cuộc thi và liên hoan sân khấu tại khắp Ba Lan và quốc tế, thường xuyên được trao tặng nhiều giải thưởng nghệ thuật danh giá cho các vở diễn đặc sắc.

## Tiết mục
- Đối tượng: thu hút mọi lứa tuổi, đặc biệt là khán giả nhỏ tuổi, thanh thiếu niên, người lớn, gia đình ở Lublin cho đến những khán giả là du khách nước ngoài yêu nghệ thuật.
- Các tiết mục của Nhà hát Hans Christian Andersen ở Lublin vô cùng phong phú, hấp dẫn mà cũng gần gũi, dựa trên các tác phẩm văn học kinh điển của Ba Lan và thế giới, kết hợp hoàn hảo giữa nghệ thuật cổ điển và đương đại trong các tiết mục biểu diễn, chẳng hạn như tác phẩm Pippi tất dài,Cô bé lọ lem hay Anh em nhà Grimm.[4]

## Sự kiện
Không chỉ là nơi dành cho các buổi biểu diễn đặc sắc, Nhà hát Hans Christian Andersen ở Lublin còn là đơn vị tổ chức nhiều hội thảo, lớp hướng dẫn và các hoạt động sân khấu độc đáo khác. Với sự cống hiến hết mình của các nghệ sĩ, Nhà hát đã trở thành một trong những điểm quan trọng nhất trên bản đồ văn hóa Lublin, Ba Lan và Châu Âu.